# Szabó Mátyás
Szabó Mátyás (Nagyvárad, 1902. október 2. – 1980) magyar katona.
Apja népfelkelő honvéd, 1914. októberében elesett a Kárpátokban.
A jó tanuló hadiárva gyermeket 1918-ban ingyenesen felvették a nagyváradi honvéd hadapródiskolába. Tanulmányai elvégzése
után 1936. október 1-jén az 1. Honvéd Vadász Repülőezred 165. számú vadász-repülőszázad parancsnokának nevezték ki. 1940.
augusztus 1-jétől a szolnoki 1. Repülőosztály és Repülőtér parancsnoka, századosi rangban. Ide vonult be 1942. május 1-jén Horthy István kormányzóhelyettes, tartalékos repülő főhadnagy, aki a századdal együtt került ki a frontra, ahol augusztus 20-án bekövetkezett haláláig az 1/1. vadász repülőszázadnál teljesített szolgálatot.
1999-ben jelent meg a Zrínyi Katonai Kiadónál Szabó Mátyás könyve, Horthy István repülőtiszt halála címmel. ISBN 963-327-326-9